# 奥斯曼陨石坑
奥斯曼陨石坑（Osman）是位于月球正面云海东侧边沿，构成戴维链坑的其中一座小撞击坑，其名称取自土耳其男性名，1976年被国际天文学联合会批准接受。

## 描述

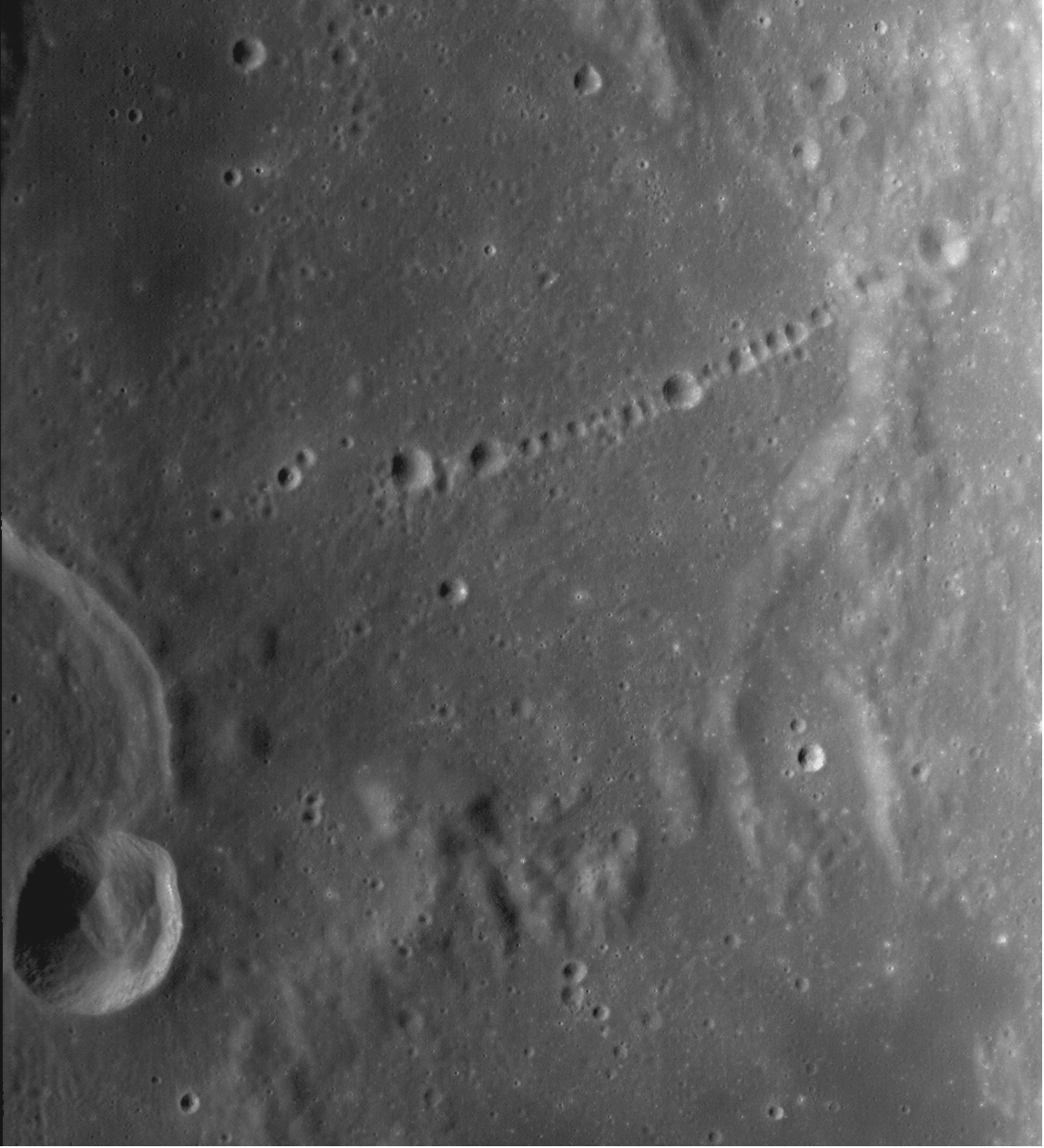
戴维链坑，月球勘测轨道飞行器拍摄。

在戴维链坑中还包含有艾伦坑、迪莉娅坑、普里西拉坑、苏珊坑及哈罗德坑。该陨坑西南则靠近戴维环形山、北面与帕利扎陨石坑相毗邻、东北和东南则分别坐落了托勒密环形山和阿方索环形山。该陨坑中心月面坐标为10°59′S 6°15′W / 10.98°S 6.25°W，直径1.79公里，深度约0.33公里。

奥斯曼陨石坑外观几乎呈正圆杯形，东北侧坑壁因相邻坑的撞击挤压而显平直。坑壁最大高出周边地形60米，内部容积约0.23立方千米。